# David Bull

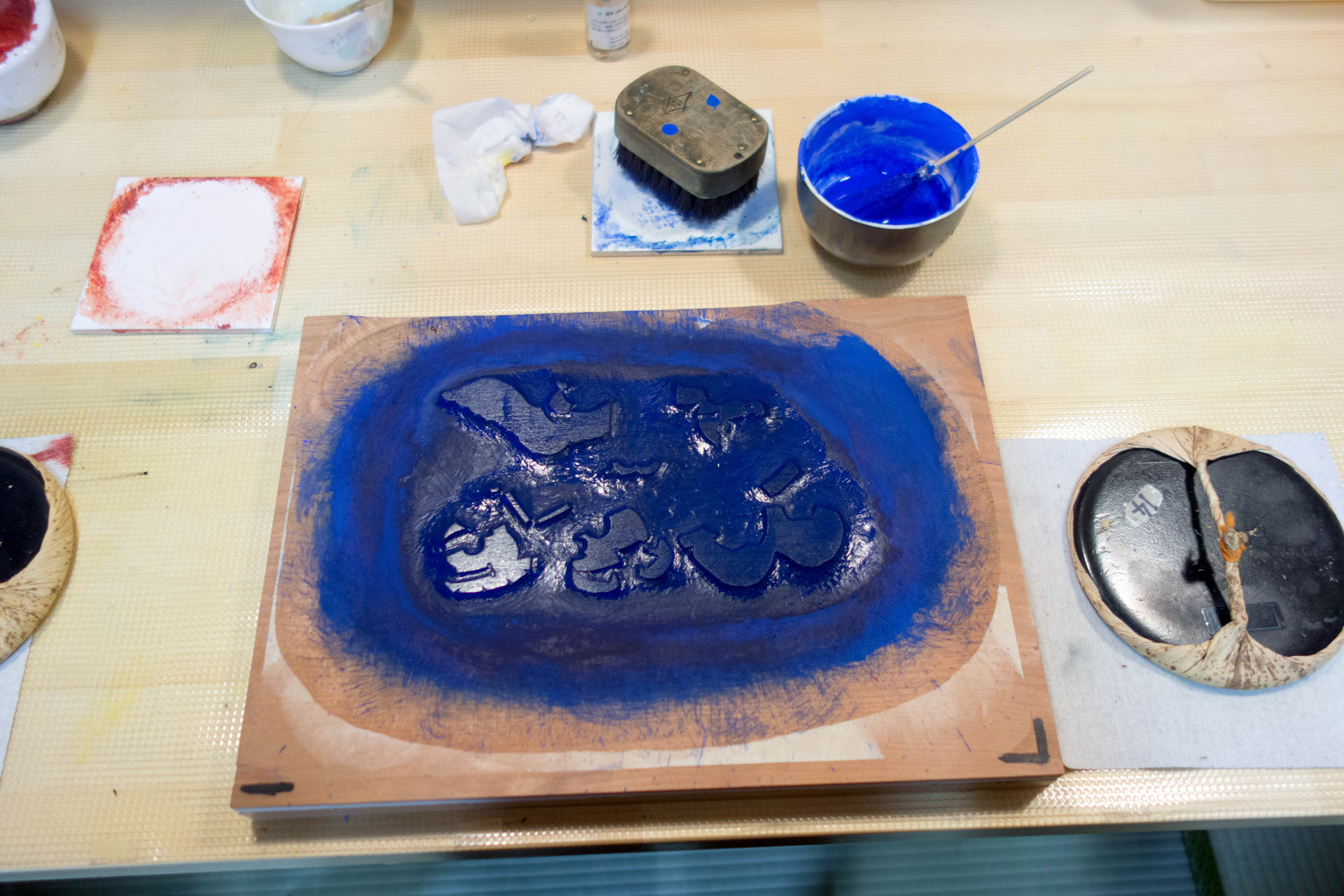
Um bloco de impressão utilizado nas "festas de impressão" (print parties), nas quais amadores podem realizar suas próprias impressões das gravuras japonesas.

David Bull é um impressor e talhador de gravuras japonesas (Ukiyo-e) dono do estúdio Mokuhankan em Asakusa, Tóquio. Nascido na Inglaterra, David Bull mudou-se com a família para o Canadá aos cinco anos de idade, onde morou até 1986.
David conheceu a arte das gravuras japonesas quando trabalhava em uma loja de música em Toronto, na década de 1980, e começou a produzir suas próprias gravuras de forma amadora. Aos 35 anos, decidiu mudar-se com toda a família para Tóquio, para estudar mais a fundo sobre a arte do ukiyo-e.
Ele é conhecido por seu trabalho no projeto Ukiyo-e Heroes, que começou através de uma campanha de financiamento coletivo na plataforma Kickstarter. Este projeto, criado em colaboração com o artista Jed Henry, consiste na reimaginação de personagens e cenas dos videogames e dos desenhos animados modernos no formato das tradicionais gravuras japonesas.
Seu estúdio, Mokuhankan, tem lojas física e virtual, além de oferecer print parties (lit. festas de impressão) para amadores, nas quais é possível experimentar o processo de impressão das gravuras.